# Campeonato Mundial de Tiro de 1900
El IV Campeonato Mundial de Tiro se celebró en París (Francia) en el año 1900 bajo la organización de la Federación Internacional de Tiro Deportivo (ISSF) y la Federación Francesa de Tiro.

## Resultados

### Masculino
| Evento                             | Oro                                  | Plata                                   | Bronce                                    |
| ---------------------------------- | ------------------------------------ | --------------------------------------- | ----------------------------------------- |
| Rifle 3 posiciones 300 m           | Emil Kellenberger · Suiza · 930 pts. | Anders Peter Nielsen Dinamarca 921 pts. | Ole Østmo · Noruega · 917 pts.            |
| Rifle 3 posiciones 300 m (equipos) | Suiza · 4399                         | Noruega · 4290                          | Francia 4278                              |
| Rifle en pos. tendida 300 m        | Achille Paroche Francia 332          | Anders Peter Nielsen Dinamarca 330      | Ole Østmo · Noruega · 329                 |
| Rifle en pos. de rodillas 300 m    | Konrad Stäheli · Suiza · 324         | Emil Kellenberger · Suiza · 314         | Anders Peter Nielsen Dinamarca 314        |
| Rifle en pos. de pie 300 m         | Lars Jørgen Madsen Dinamarca 305     | Ole Østmo · Noruega · 299               | Charles Paumier du Verger · Bélgica · 298 |
| Pistola 50 m                       | Konrad Röderer · Suiza · 503         | Achille Paroche Francia 466             | Konrad Stäheli · Suiza · 453              |
| Pistola 50 m (equipos)             | Suiza · 2271                         | Francia 2203                            | Países Bajos · 1876                       |

## Medallero
| Núm. | País         | Oro | Plata | Bronce | Total |
| ---- | ------------ | --- | ----- | ------ | ----- |
| 1    | Suiza        | 5   | 1     | 1      | 7     |
| 2    | Dinamarca    | 1   | 2     | 1      | 4     |
|      | Francia      | 1   | 2     | 1      | 4     |
| 4    | Noruega      | 0   | 2     | 2      | 4     |
| 5    | Bélgica      | 0   | 0     | 1      | 1     |
|      | Países Bajos | 0   | 0     | 1      | 1     |
|      | TOTAL        | 7   | 7     | 7      | 21    |